# 사비에르 엘로리아가
사비에르 곤살레스 엘로리아가(스페인어: Xabier González Elorriaga, 1944년 4월 1일~)는 베네수엘라 태생 스페인의 배우이다.
마라카이보에서 태어났다.

## 출연 작품

### 영화
- 하녀의 방 (2009년)
- 엄마는 여자를 좋아해 (2002년)
- 아웃 오브 아프리카 (1996년)
- 떼시스 (1996년) - 카스트로 교수 역
- 하바네라 (1992년)

### 텔레비전
- 레닌의 혁명으로 가는 열차 (1988, Lenin...The Train) - 플라튼 역